# Handover

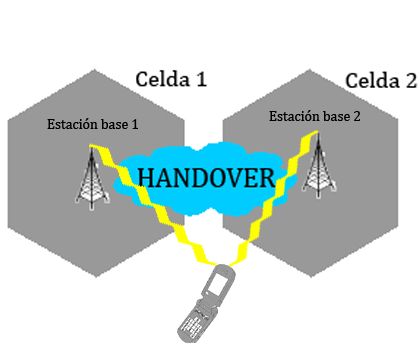
Figura 1. Esquema de handover entre dos celdas.

Se denomina handover o traspaso (también handoff o Manos libres) al sistema utilizado en comunicaciones móviles celulares con el objetivo de transferir el servicio de una estación base a otra cuando la calidad del enlace es insuficiente en una de las estaciones. Este mecanismo garantiza la realización del servicio cuando un móvil se traslada a lo largo de su zona de cobertura.

## Introducción
- Los sistemas celulares están formados por celdas con el objetivo de mantener a los diferentes equipos conectados en las áreas de cobertura.
- Cada celda contiene una estación base (BS) y un determinado número de canales, cada uno de los cuales está asociado a una frecuencia.
- Un cluster o racimo es un conjunto de celdas.

La arquitectura en la cual se estructuran los sistemas celulares, permiten hacerlo compatible con un tamaño de receptor móvil actual, algo muy valorado por los usuarios. Pensemos por un momento lo que implicaría tener una única celda: a medida que el móvil se alejara de la estación base, debería transmitir tal potencia para llevar a cabo la comunicación, que lo haría incompatible con un tamaño pequeño y peso ligero.
Además, surge otro problema: el número de frecuencias en cada celda es limitado. Por ello, se propone reutilizar las frecuencias. Dicho mecanismo permite a usuarios de diferentes clusters utilizar la misma frecuencia para llevar a cabo la comunicación. 
Para que la interferencia procedente de la reutilización, también llamada interferencia cocanal, no sea percibida por el usuario, se debe asegurar que la separación entre celdas con la misma frecuencia sea suficiente como para minimizar este efecto.
Por último, para medir la calidad del enlace, pueden utilizarse distintos parámetros como son el RSSI (Radio Signal Strength Indicator), BER (Bit Error Rate), relación C/I (Portadora/Interferente), entre otros.

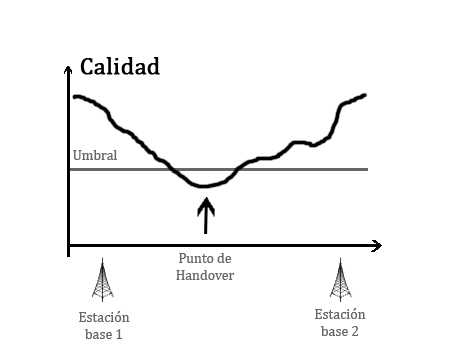
Figura 2. Gráfico representativo de cuando de realiza el traspaso de señal en handover.

El proceso Handover puede llevarse a cabo por diferentes motivos:
1.- Cuando el teléfono se está moviendo de una área cubierta por una celda y entra en otra área de cobertura de otra celda, la llamada es transferida a la segunda celda con la finalidad de evitar la terminación de la llamada cuando el teléfono sale de la zona de la primera celda.
2.- Cuando la capacidad para la conexión de nuevas llamadas de una determinada celda se está utilizando y una existente o nueva llamada de un teléfono entra, que se encuentra en una zona superpuesta a otra celda, se transfiere a esta celda con el fin de liberar cierta capacidad en la primera celda para otros usuarios, que sólo pueden ser conectados a esta celda.
3.- En redes que no sean CDMA (acceso múltiple por división de código), cuando el canal utilizado por el teléfono pasa a ser interferido por otro teléfono utilizando el mismo canal en una celda diferente, la llamada se transfiere a un canal diferente en la misma celda o en un canal diferente en otra celda, a fin de evitar la interferencia.
4.- En redes que no sean CDMA, cuando los cambios de comportamiento del usuario, por ejemplo, un viaje rápido del usuario, conectado a una celda grande, si se detiene, la llamada puede ser transferida a una macro celda más pequeña o incluso a una micro celda a fin de liberar capacidad en la celda por otros usuarios que se muevan también rápidamente y reducir las posibles interferencias a otras células o usuarios (esto funciona también en sentido inverso, cuando un usuario se detecta que se desplaza más rápido que un determinado umbral, la llamada puede ser transferida a una celda más grande, a fin de minimizar la frecuencia de la handoffs debido a este movimiento).
5.- En redes CDMA un soft-handoff puede ser inducido a fin de reducir la interferencia a una celda vecina más pequeña debido al efecto “near-far” incluso cuando el teléfono tiene una excelente conexión con su actual celda.

## Mecanismo de Handover basado en RSSI
Este mecanismo se utiliza cuando la potencia y la calidad de la señal recibida, se encuentran por debajo de un determinado umbral. Puede ser ejecutado mediante algoritmos controlados por el móvil, por la red o por ambos.
La elección del umbral óptimo es complicada, ya que debe evitarse en todo momento un retardo excesivo en el inicio del traspaso, así como traspasos intermedios (indeseados) que provocan una elevada carga de señalización innecesaria en la red.
Para llevar a cabo la elección del umbral óptimo, el Handover basado en RSSI debe realizar un promediado de los ecos que se producen en el entorno móvil, evitando así los efectos indeseados de cambio de estación base innecesarios (efecto ping-pong). 
El efecto más destacable que introduce el promediado de los ecos es un retardo adicional en la realización del Handover. La elección del tamaño de la ventana de promediado condicionará, por tanto, dicho retardo así como la probabilidad de que se produzca un Handover indeseado. En la elección del tamaño de la ventana existirá un compromiso entre ambos parámetros, de modo que, si el tamaño de la ventana es muy elevado, la probabilidad de que se lleve a cabo un Handover intermedio será pequeña siendo el retardo en iniciarlo mayor, y viceversa.
Utilizados para la medición de apertura y cierre de válvulas.

## Tipos de Handover
El handover se puede producir de diferentes maneras, por ello en términos generales se clasifica en dos categorías, desde el punto de vista del usuario y de red. A continuación se hace una breve descripción de los distintos tipos que encontramos en cada una de estas categorías. 

### Desde el punto de vista de usuario

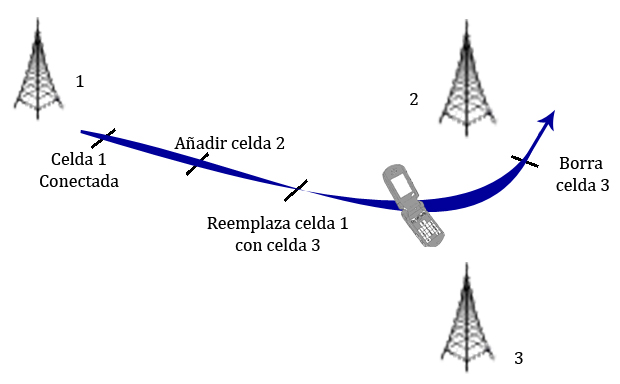
Figura 4. Esquema del procedimiento de Hard handover.

A pesar de la denominación de esta distinción, el proceso de traspaso se realiza de forma transparente al usuario, de modo que las transiciones entre una célula y otra sean suficientemente pequeñas como para pasar desapercibidas por los usuarios.

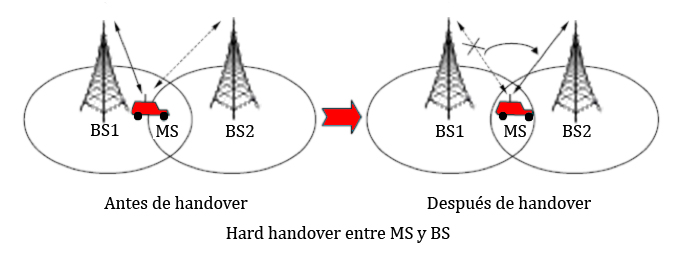
Figura 3. Esquema del procedimiento de Hard handover.

1. Hard-Handover: Antes del proceso de traspaso, el móvil está conectado a su estación base origen. Durante el proceso de Handover, se desconecta de esta y durante un tiempo (del orden de milisegundos) no está conectado a ninguna otra BS. Mediante este procedimiento, se usa por lo tanto, un solo canal. De este modo la conexión con la BS original se corta antes de realizar la nueva conexión a la nueva BS.
Es el método más utilizado (por ejemplo en GSM) a pesar de ser menos fiable que el siguiente caso que se explica, soft-handover.
Fundamentalmente, se usa hard handover en FDMA y TDMA cuando se usan diferentes rangos de frecuencias en canales adyacentes para minimizar las interferencias de canal. De esta forma MS se mueve de la una BS a otra BS, ya que es imposible la comunicación con ambas BS (desde diferentes frecuencias). En la figura 1.1 se ilustra la comunicación hard handover entre MS y las BSs.
2. Soft-Handover: En este caso, durante el proceso de traspaso el móvil estará conectado mediante un canal a la BS origen y mediante otro canal a la BS destino. Durante dicho proceso, la transmisión se realiza en paralelo por los dos canales, es decir, no se produce interrupción del enlace. Con dicho sistema se asegura una conexión con la estación base de la nueva celda antes de cortar con la conexión antigua. Este es el sistema que proporciona mucha fiabilidad, a pesar de tener, por el contrario, una difícil implementación (sólo en CDMA ONE ).
Los estándares CDMA y WCDMA utilizan soft handover.
3. Sin handover: en el caso de que no se realice handover, no se realiza traspaso entre BSs. Simplemente el MS establece una nueva llamada al salir del área de cobertura de la BS. Ello presenta una gran ventaja, la de poseer un procedimiento mucho más simple, lo que conlleva, por otro lado necesita una gran velocidad de establecimiento de llamada.
Utilizado en raras ocasiones (PMR).

### Desde el punto de vista de red

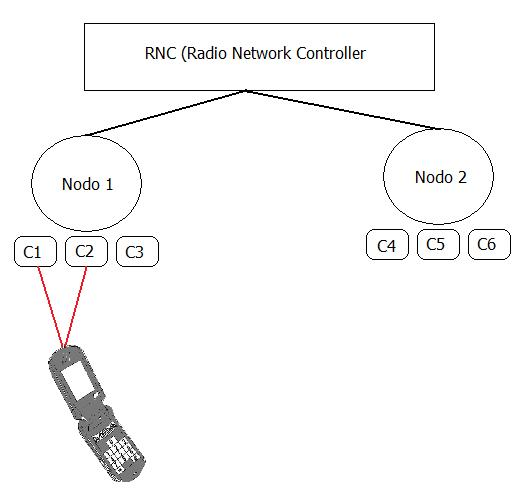
Figura 5. Esquema de Softer handover.

Desde del punto de vista de red encontramos diferentes clasificaciones si suponemos que estamos en hard handover o bien el soft handover.
Para el primer caso de hard handover tenemos: 
1. Intra-Cell Handover: En un sistema normal, con varias redes. Sólo se realiza intra-cell handover cuando la calidad de conexión de un canal físico (que ha sido medido por la misma BS) está por encima del nivel deseado. De tal manera que intra-cell handover puede realizar un cambio de slot en la misma frecuencia (TDMA), un cambio de frecuencia(FDMA) o un cambio de frecuencia y tiempo simultáneo. Sin embargo, no existe actualmente ningún criterio para realizar intra-cell handover cuando los límites de la conexión de salida están por debajo del nivel deseado por la BS, especialmente cuando las conexiones colindantes están también por debajo del nivel deseado (por ejemplo cuando un inter-cell handover no proporciona ninguna salida que mejore la calidad).
2. Inter-Cell Handover: Este es el tipo de handover más simple. Será necesario cuando la señal de la conexión de un canal físico sea baja. Para evaluar la calidad de la conexión, el móvil constantemente transmite los valores de las medidas RXLev (nivel recibido medido por el teléfono) y las RXQual(el radio del error de bit determinado) a la BS. Si la BS quiere entregar el teléfono a otro canal, lo que necesita es informar al teléfono sobre el número del nuevo canal y su nueva configuración. El teléfono cambia directamente al nuevo canal y puede mantener ambas configuraciones para la sincronización de la BS. El proceso de Intra cell handover es posible realizarlo entre diferentes bandas de GSM.
En cambio para soft handover:
1. Softer handover: en este caso, la BS recibe dos señales separadas a través del canal de propagación. Debido a las reflexiones sobre edificios o barreras naturales, la señal enviada desde las MS llega a dos sectores distintos de la BS. Las señales recibidas durante el proceso de softer handover se tratan de una manera semejante a las señales muli-path.
2. Soft handover: Este caso es muy similar al caso anterior de softer handover pero en este caso las celdas pertenecen a más de un nodo. Para ello se realiza una combinación mediante RNC. Es posible realizar simultáneamente soft y softer handover.

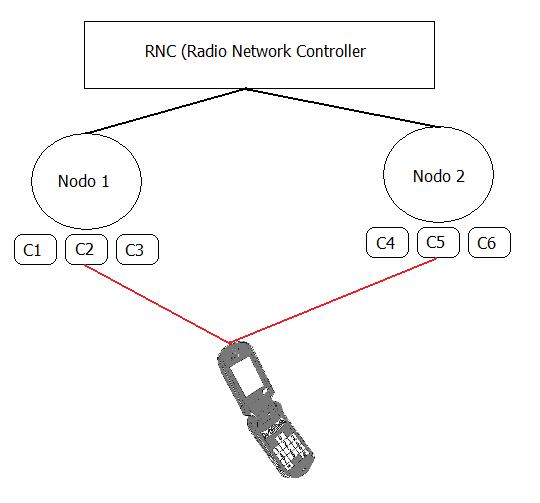
Figura 6. Esquema de Soft handover.

Ambas clasificaciones no son excluyentes, es decir, un Handover puede ser, por ejemplo, Intra-Cell desde el punto de vista de red y Soft desde el punto de vista de usuario.

## Protocolos de Handover
Existen cuatro protocolos de handover (o handoff) básicos; Network-Controlled Handoff (NCHO), Mobile-Assisted Handoff (MAHO), Soft Handoff (SHO), and Mobile-Controlled Handoff (MCHO). La tendencia de NCHO a MCHO es descentralizar el proceso de decisión del handover, logrando así tiempos de retardo menores pero también perdemos información disponible para realizar la decisión. En resumen, encontramos estos mecanismos:
1. Network-Controlled Handoff: NCHO es un protocolo centralizado donde la decisión de traspaso la toma la red a partir de medidas sobre la señal de un dispositivo móvil, recibida en las diferentes estaciones base. Si la señal recibida en la celda actual es peor que la recibida en una celda vecina, la red toma la decisión de traspaso. En los mecanismos habituales, el retardo oscila entre 100 y 200 ms que producen una sensación de interrupción notable en la comunicación. Sin embargo, el retardo de este mecanismo oscila entre los 5 y 10 segundos. Este tipo de handover no es adecuado para enlaces con condiciones variables y una gran carga de usuarios. NCHO se usó en los primeros sistemas analógicos como AMPS.
2. Mobile-Assisted Handoff: MAHO es un mecanismo que distribuye el proceso de decisión de traspaso. El terminal móvil hace medidas y el Mobile Switching Centre (MSC) toma la decisión de traspaso. Comparado con NCHO este mecanismo tiene un control más distribuido, de este modo reduce el retardo total que normalmente se encuentra aproximadamente en 1 segundo.
3. Soft Handoff: SHO se suele usar con MAHO. En el transcurso del handoff se establece una nueva conexión intermedia entre el terminal móvil y la nueva estación base, manteniendo la conexión con la anterior, hasta que la señal recibida en la nueva BS sea estable. Entonces se libera la anterior. Este mecanismo hace que se mantenga la continuidad a costa de ocupar recursos del sistema (ya que durante un tiempo una misma llamada ocupa dos conexiones).
4. Mobile-Controlled Handoff: frente a NCHO, es el terminal móvil el que tiene todo el control sobre el proceso de decisión en MCHO. El terminal móvil mide constantemente la calidad de señal de las BS que le envuelven. El terminal decidirá el traspaso, si se supera un umbral dado. MCHO es el grado máximo de descentralización del control de decisión cosa que comporta unas cotas muy bajas de retardo (en torno a los 100 ms).